# 異常行為
異常行為（英語：Abnormality）或功能障礙行為（英語：dysfunctional behaviour），是一種行為特徵，歸因於那些被認為是罕見或功能障礙的病症。由社會不接受的行為組成，行為在非典型或不尋常的情況下被認為是不正常的，並且導致個體活动受到阻礙。異常是被認為偏離主流的社會，文化和倫理期望的異常。這些社會預期廣泛依賴於年齡，性別，傳統和種族分類。將異性打扮視作異常行爲是不合理的。由于这些主观变量，异常行为的定义在异常心理学中经常是一个争议问题。

## 異常行為分類
美國精神醫學會臨床心理師與精神科醫生，對異常行為發展出「心理疾病的診斷與統計」(Diagnostic and Statistical Manual of Mental Disorders,DSM)而這本手冊並非理論性的解釋心理疾病，僅只在每個疾病項目中列出症狀，提供診斷方向。
心理疾病種類繁雜，以下約略說明一些主要症狀。

### 焦慮症
- 恐懼症：遭遇特定事件、情境，產生誇張反應。(無道理的害怕)
- 恐慌症：重複、強烈性無法控制的焦慮，較為短暫。
- 泛焦慮症：經常性、持續不斷的高度焦慮，無特定目標
- 強迫症：持續出現無法控制的想法與行為。

### 壓力異常症
- 創傷後心理壓力緊張症候群
- 急性

### 情感異常症
- 憂鬱症(單極性異常)
  - 外生憂鬱：較為環境所引起
  - 內生憂鬱：較為內心想法
  - 主要憂鬱：主要因憂鬱所引起
  - 次要憂鬱：
    - 退化性：跟年齡較為相關
    - 產後：婦女的生產情緒處理相關
- 躁鬱症(兩極性異常)
  - 躁型：注意力較不集中。
  - 鬱型：產生憂鬱型態的行為與情緒。

### 解離性異常症
- 解離性失憶
- 解離性認同異常

### 身體症狀型異常
- 身體化異常症
- 轉化症
- 慮病症

### 思覺失調症
- 錯亂型：心理混亂、幻覺、幻想
- 僵直型：長時間持續相同動作
- 妄想型：最常見的一種，被害、誇大幻想
- 未分化型：上述皆無法區分
- 殘餘型：至少發病一次，顯著負面症狀，無出現其他嚴重行為、特質困擾

## 異常行為治療
- 精神分析
- 案主中心治療
- 行為治療
- 認知治療法